# Jekatierina Lisina
Jekatierina Wiktorowna Lisina (ros. Екатерина Викторовна Лисина; ur. 15 października 1987 w Penzie) – rosyjska modelka oraz koszykarka, występująca na pozycji środkowej, reprezentantka kraju, multimedalistka międzynarodowych imprez koszykarskich.

## Osiągnięcia
Stan na 28 listopada 2022, na podstawie, o ile nie zaznaczono inaczej.

### Drużynowe
- Mistrzyni:
  - Ligi Światowej FIBA (2007)[3]
  - Euroligi (2007, 2010)[4][5]
  - EuroCup (2012)[6]
  - Rosji (2007)
  - Węgier (2004–2006)
- Wicemistrzyni:
  - EuroCup (2014)[7]
  - Rosji (2008, 2010)
- Brąz mistrzostw Rosji (2009, 2014)
- 3. miejsce EuroCup (2010)
- 4. miejsce w Eurolidze (2005)
- Zdobywczyni pucharu:
  - Rosji (2008)
  - Węgier (2005, 2006)

### Indywidualne
- Liderka ligi rosyjskiej w blokach (2013)[8]

### Reprezentacja
Seniorska
- Mistrzyni Europy (2007)[9]
- Wicemistrzyni:
  - świata (2006)[10]
  - Europy (2009)[11]
- Brązowa medalistka olimpijska (2008)[12][13][14][15]
- Uczestniczka turnieju FIBA Diamond Ball (2008 – 5. miejsce)[16]

Młodzieżowe
- Wicemistrzyni uniwersjady (2009)
- Uczestniczka mistrzostw świata U–21 (2007 – 4. miejsce)[17]